# 防禦者M151遙控武器站

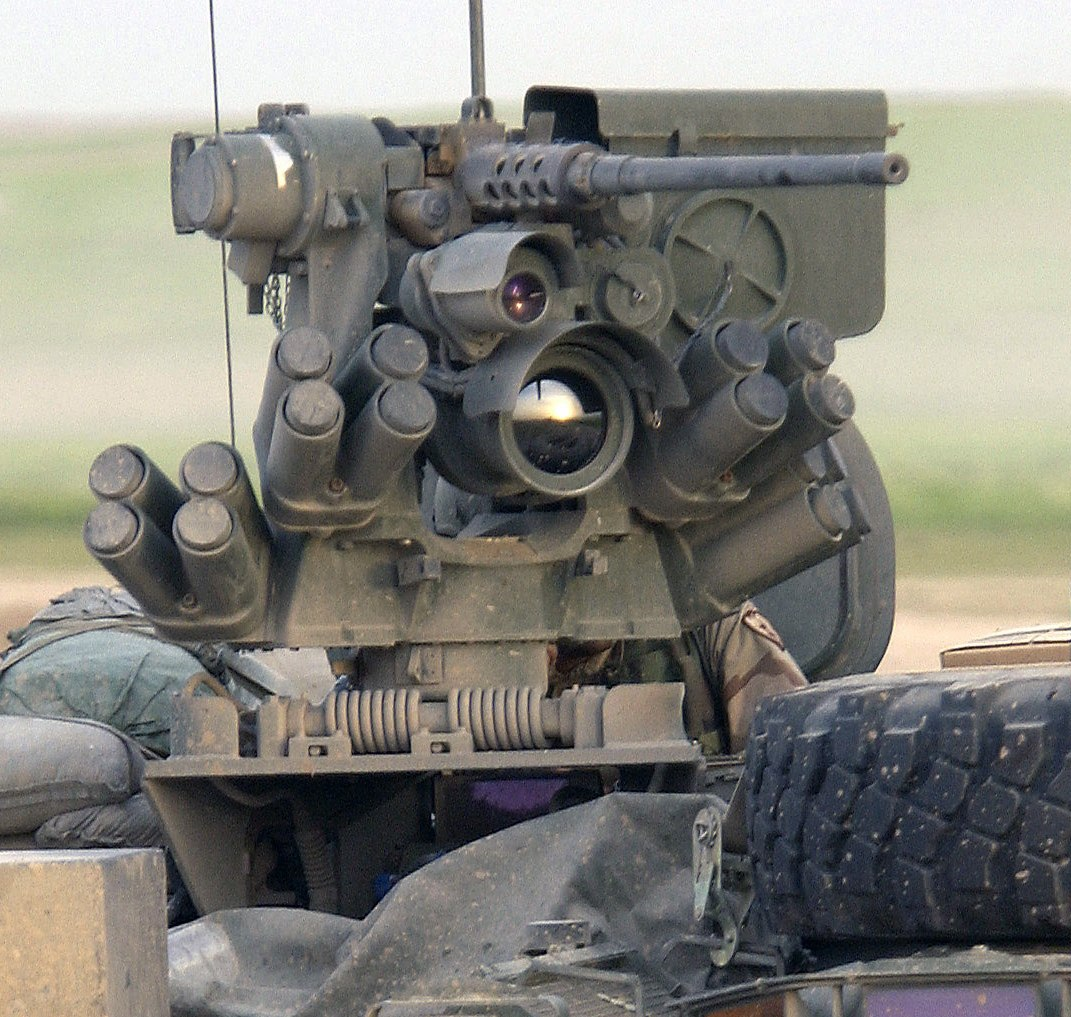
史崔克裝甲車上的防禦者M151，採用M2重機槍作為武器。

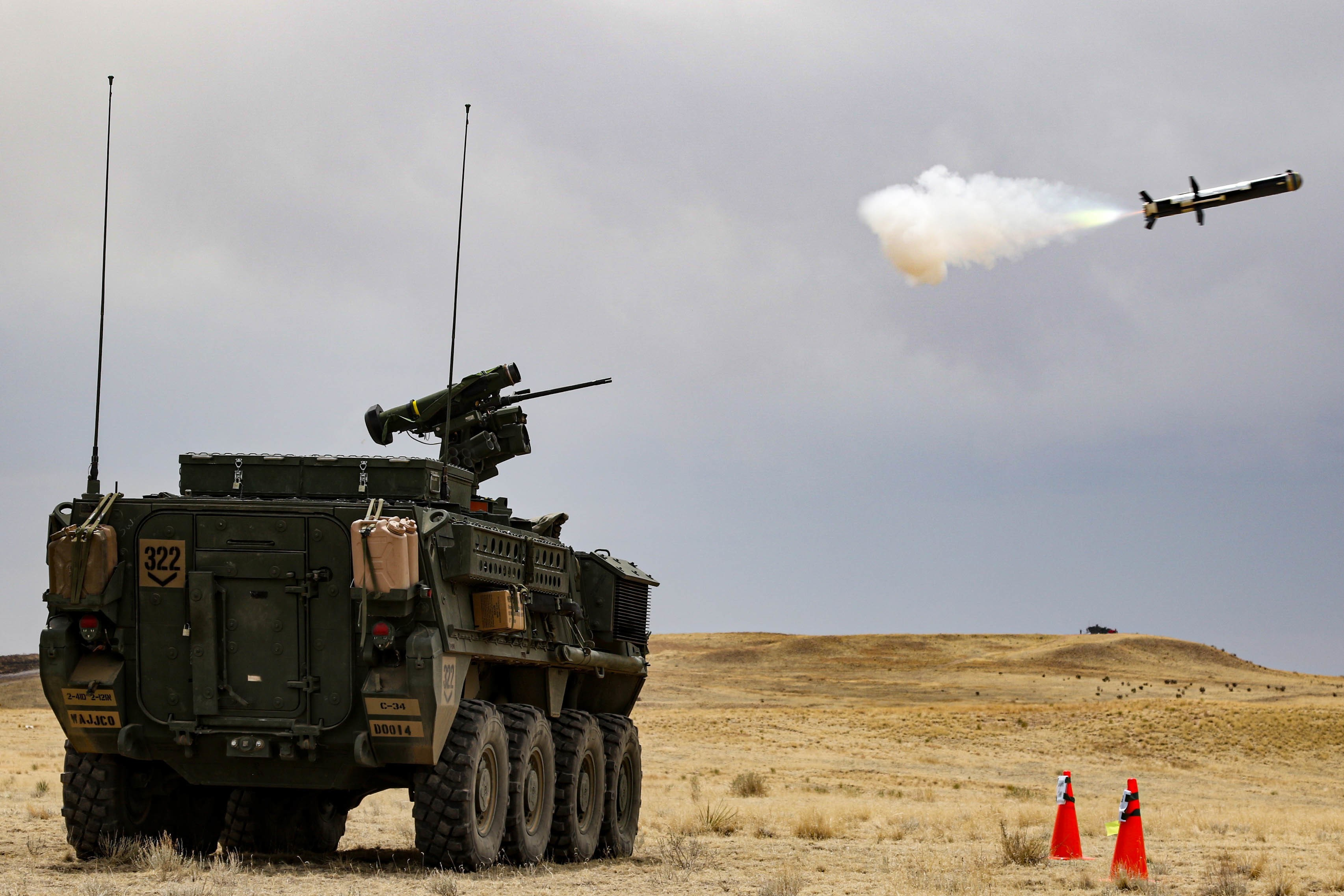
史崔克裝甲車上的防禦者-J M151，採用FGM-148標槍飛彈與M2重機槍作為武器。

防禦者M151遙控武器站（PROTECTOR M151 Remote Weapon Station）是一種用於軍用車輛及固定陣地的遙控武器系統（RWS），由挪威孔斯贝格国防与航空航天生產。
防禦者M151目前為美國陸軍史崔克戰鬥旅中史崔克裝甲車的主要武器之一，美國陸軍的悍馬（HMMWV）亦有裝備。

## 武器設計

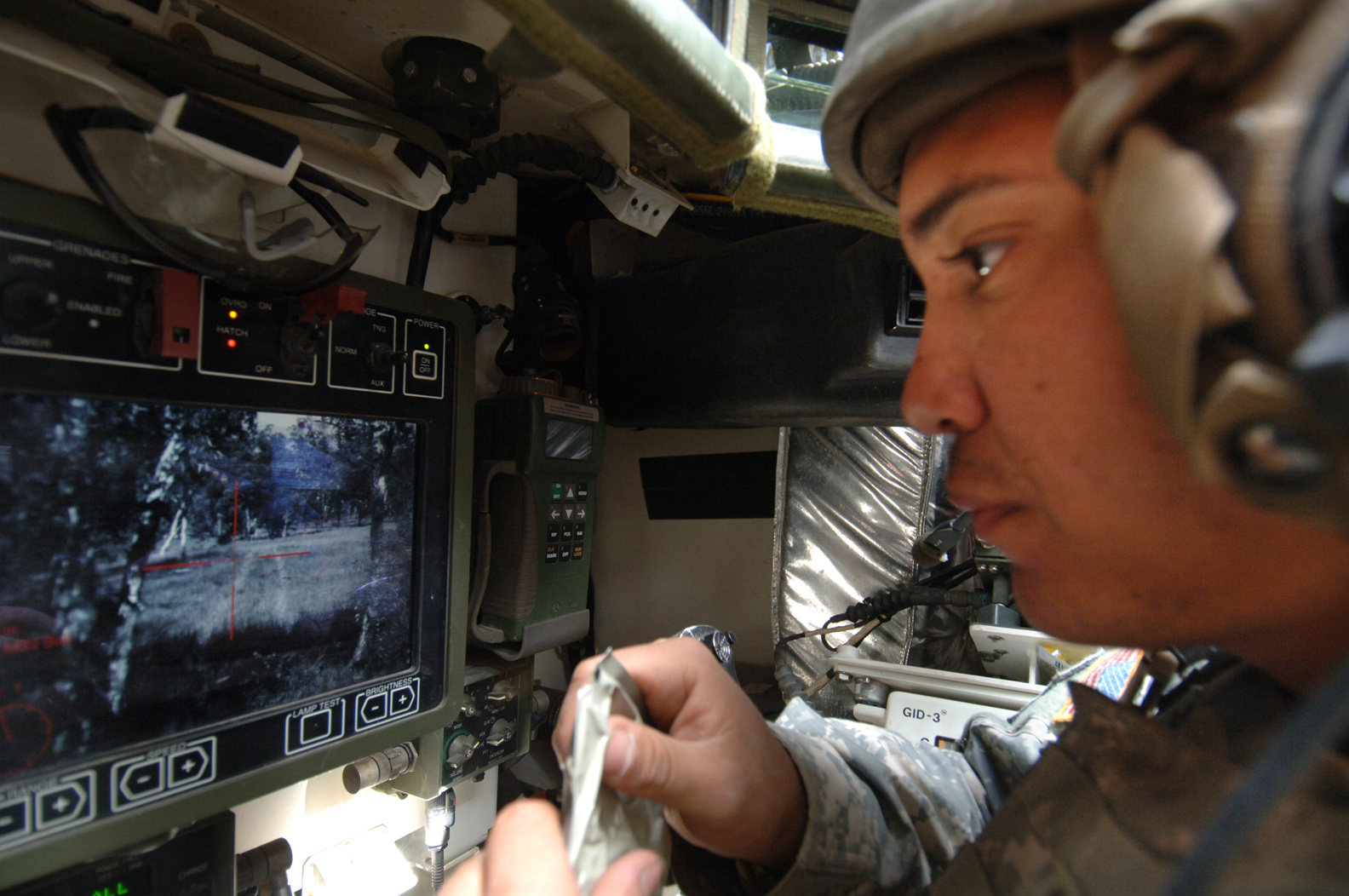
防禦者M151的操作系統

要運作防禦者M151，使用者須以控制桿操作火控系統來發射。而防禦者M151的武器平台更可對應多種武器，包括：
- 白朗寧M2重機槍
- M240通用機槍／FN MAG通用機槍
- M249輕機槍／FN Minimi輕機槍
- GAU-17/A加特林機槍
- GAU-19/B加特林機槍
- Mk 19 Mod 3自動榴彈發射器
- Mk 47 Mod 1自動榴彈發射器
- HK GMG自動榴彈發射器
- XM307自動榴彈發射器[4]
- FGM-148標槍反坦克飛彈
- AGM-114地獄火反坦克飛彈[5]（需為防禦者M151改良型）

## 型號

### M151
- M151 – 裝備史崔克戰鬥旅
- M151 E1 （Block 1） – 改良熱能攝影機
- M151 E2 （Block 2） – 更穩定版本
- 多國裝備型

### 其他衍生型
- 防禦者J（CROWS-J）
- 防禦者Lite（PROTECTOR Lite）
- 防禦者二型（CROWS II）
- 海上防禦者（Sea PROTECTOR） – 船隻使用型
- 防禦者NM221 – 整合式供彈型（人員無須暴露車外裝填）

## 使用國
開發國挪威主要裝備其M113裝甲運兵車、Alvis Tactica（防禦者NM221）及歐霸LMV（防禦者Lite）上。
目前使用國：
- – ASLAV PC（澳大利亞版本的LAV-25）、野外征服者
- 加拿大 – RG-31
- 捷克 – 依维柯LMV
- 芬兰 – AMV裝甲車
- 爱尔兰 – Piranha III
- 盧森堡 – ATF登高2
- 荷蘭 – 拳師裝甲車
- 葡萄牙 – 潘德2型裝甲車
- 瑞士 – Piranha I
- 瑞典 – FH77BW L52 弓箭手火炮系統
- 英国 – 阿賈克斯步兵戰車（英语：General Dynamics Ajax）
- 中華民國 – M1A2T
- 美国 – 史崔克裝甲車、M1A2 TUSK及其他軍用車輛[6]
- 法國 -  LXN-25